# Drehbuchwerkstatt München
Die Drehbuchwerkstatt München ist ein, seit 1989 jährlich stattfindendes, kostenfreies 12-monatiges Fortbildungsprogramm für Drehbuchautoren in Trägerschaft der Hochschule für Fernsehen und Film München, Bayerisches Staatsministerium für Digitales und Bayerischer Rundfunk in Zusammenarbeit mit dem Freundeskreis der HFF München e. V. Die Leitung der Drehbuchwerkstatt München haben Michaela Kezele und Hubert von Spreti inne.

## Umsetzung
Aus jeweils über hundert Bewerbern werden jährlich 13 Autoren für ein so genanntes Drehbuchjahr bestimmt. Neun Teilnehmer entwickeln während des folgenden Jahres unter individueller Betreuung ein „kurbelreifes“ Drehbuch. 2017 erweiterte die Drehbuchwerkstatt ihr Fortbildungsprogramm durch die Einrichtung eines Writers’ Room. Im Mittelpunkt steht die Entwicklung einer Serie. Vier Teilnehmer erhalten hier die Möglichkeit, zusammen mit einem professionellen Headautor eine Serie zu entwickeln. Diese spezielle Arbeitsweise erfordert von den Autoren neben Kreativität auch ein hohes Maß an Teamfähigkeit und Flexibilität, um gemeinsam eine horizontal erzählte Geschichte von der Grundidee bis hin zu fertigen Drehbüchern auszuarbeiten. Kooperationspartner ist die Schwarz Foundation gGmbH, München.
Von 2019 bis 2022 gab es einen weiteren Writers‘ Room im Rahmen der Drehbuchwerkstatt München. Idee und Ziel der darin realisierten BAYERN Serie ist es, Besonderheiten des Freistaates Bayern in einer horizontal erzählten und unterhaltsamen Geschichte zu thematisieren. Schlagwörter sind hier u. a.: Strukturwandel, Landflucht, Bauernsterben, Expansion der Städte. Den ersten Writers‘ Room des Bayern Projektes (Lilienreuth forever) leitete Professor Andreas Gruber (u. a. „Hannas schlafende Hunde“) als Headautor, vier erfahrene Absolventen der Drehbuchwerkstatt München bildeten das Autoren-Team. Headautorin 2020/2021 war Sabine Bachthaler und Barbara te Kock 2021/22. Der Writers’ Room Bayern Serie Kooperationspartner war das Bayerisches Staatsministerium für Wirtschaft, Landesentwicklung und Energie.
dok.art ist seit Herbst 2020 ganz neu im Portfolio der Drehbuchwerkstatt. Als vergleichbares Fort- und Weiterbildungsprojekt für Dokumentarfilmer und Dokumentarfilmerinnen ist dok.art der Idee der Drehbuchwerkstatt verpflichtet. Während in der Drehbuchwerkstatt die fiktionale Erzählung im Mittelpunkt steht, ist es bei dok.art die non-fiktionale Erzählweise. Nachwuchs-Regisseurinnen und Nachwuchsregisseure gibt dok.art ein Forum, das es ihnen ermöglicht, ihren Debüt-Dokumentarfilm unter professioneller Anleitung zur Drehreife zu entwickeln. Das Fortbildungsprogramm von dok.art ist in Jahreszyklen organisiert und bietet individuelle Betreuung und entsprechendes Unterrichtsprogramm an.
Im September 2022 startet unter dem Dach der Drehbuchwerkstatt München das Debütfilm-Programm 1stMovie, das sich an Regie- und Drehbuchabsolventen und – absolventinnen deutschsprachiger Filmhochschulen richtet. Über ein Jahr hinweg erhalten die Teilnehmer und Teilnehmerinnen hier die Möglichkeit, strukturiert und betreut ihren Debütfilm zu entwickeln!
Beim Filmfest München werden die Drehbücher im Rahmen einer Präsentation der Medienbranche und deren Vertretern vorgestellt.
Die Drehbuchwerkstatt München kann auf Antrag einen Lebenshaltungskostenzuschuss als Stipendium gewähren. Das erste Stipendium 1989 erhielt Peter Renz.
Zum Abschluss des 10. Jahrgangs (1998/99) richtete die Drehbuchwerkstatt erstmals eine eigene Auszeichnung ein. Der mit 3.000,- Euro dotierte Tankred Dorst-Drehbuchpreis der Drehbuchwerkstatt München wird seitdem jährlich einem Absolventen verliehen. Zum zwanzigjährigen Bestehen wurde vom Bayerischen Rundfunk eine DVD produziert.
Unter den Absolventen sind sowohl erfolgreiche Film- und Fernsehschaffende als auch Schriftsteller, wie z. B. Friedrich Ani, Philip Gröning, Tanja Kinkel, Susanne Schneider (Solo für Klarinette), Bernd Lichtenberg (Good Bye, Lenin!), Daniel Speck (Bella Germania), Karin Michalke (Trilogie Beste Zeit/Beste Gegend/Beste Chance, Räuber Kneißl), Sylke Rene Meyer, Robert Seethaler (Der Trafikant), Marianne Wendt, Jana Burbach und Constantin Lieb. Zahlreiche der im Rahmen der Drehbuchwerkstatt München entstandenen Drehbücher wurden bis heute verfilmt. Davon wurden die Arbeiten folgender Autoren mit Film- bzw. Fernsehpreisen ausgezeichnet:
- Susanne Schneider – Fremde, liebe Fremde (Adolf-Grimme-Preis, 1991)
- Monika Bittl – Sau sticht (Zuschauerpreis der Zeitschrift Bild + Funk, 1995 sowie Bayerischer Fernsehpreis, 1996)
- Hans-Christian Schmid – 23 – Nichts ist so wie es scheint (Deutscher Filmpreis, Filmband in Silber 1999)
- Franziska Buch – Verschwinde von hier (Max Ophüls Preis, 2000)
- Ariela Bogenberger – Marias letzte Reise (Adolf-Grimme-Preis, 2005)
- Nana Neul – Mein Freund aus Faro (Max Ophüls Preis, 2008)
- Florian David Fitz – Vincent will Meer (Bambi sowie Bayerischer Fernsehpreis, jeweils 2010; Deutscher Filmpreis Bester Film, 2011)[6]
- Peter Meister – Das Schwarze Quadrat (Förderpreis Neues Deutsches Kino 2021 bei den 55. Internationalen Hofer Filmtagen als bester deutscher Nachwuchsspielfilm ausgezeichnet)[7]
- Marcus Pfeiffer – Beckenrand Sheriff (Regie: Marcus H. Rosenmüller, Bayerischer Filmpreis 2022 „Beste Darstellerin“ Johanna Wokalek)[8]
- Max Fey – Zwischen uns (Regie: Max Fey, Drehbuch: Max Fey, Michael Gutmann)